# Chitoniscus
Chitoniscus es un género de insectos foliares que se encuentran principalmente en regiones tropicales y subtropicales, particularmente en Melanesia y Australia. Ellos habitan bosques densos, donde pueden camuflarse entre el follaje de varias especies de plantas. Países como Australia, Fiyi, Islas Salomón y Nueva Caledonia son conocidos por ser el hogar de especies de Chitoniscus.
Estos insectos foliares prefieren hábitats con abundante vegetación, donde pueden alimentarse de hojas y mezclarse perfectamente con su entorno para evitar depredadores. Por lo general, son activos durante la noche, alimentándose de las hojas y apareándose debajo de las hojas. Durante el día, permanecen inmóviles, pareciéndose a las hojas para evitar ser detectadas por depredadores como aves y pequeños mamíferos.
Las hembras de insectos típicamente exhiben un tono verde vibrante, con alas que imitan las delicadas venas de las hojas y un abdomen amplio y plano que recuerda a la forma de una hoja. Sus abdomen muestran con gracia un patrón ondulado hacia los segmentos inferiores. Principalmente nocturnas, las hembras no vuelan y se reproducen a través de la puesta de huevos sexual o asexual.
Por el contrario, los hombres tienen un físico más largo y delgado, famoso por su agilidad. Sus alas claras son más grandes en proporción. Exhiben el cautivador patrón ondulado visto en los segmentos inferiores del abdomen, similar a sus contrapartes femeninas. Principalmente nocturnos, los machos pueden volar y habitualmente vivir menos que las hembras.

## Especies
- Chitoniscus brachysoma (Sharp, 1898)
- Chitoniscus erosus ( Redtenbacher, 1906)
- Chitoniscus feejeeanus (Westwood, 1864)
- Chitoniscus lobipes ( Redtenbacher, 1906)
- Chitoniscus lobiventris (Blanchard, 1853)
- Chitoniscus sarrameaensis Grösser, 2008